# Megaselia achatinae
Megaselia achatinae är en tvåvingeart som först beskrevs av Senior-white 1924.  Megaselia achatinae ingår i släktet Megaselia och familjen puckelflugor.
Artens utbredningsområde är Sri Lanka. Inga underarter finns listade i Catalogue of Life.